# Un linceul n'a pas de poches (film)
Pour plus de détails, voir Fiche technique et Distribution.
Un linceul n'a pas de poches est un film français réalisé par Jean-Pierre Mocky et sorti en 1974.

## Synopsis
Un journaliste, Michel Dolannes, très séduisant, décide de quitter le journal où il travaille pour lancer sa propre parution, afin de mieux dénoncer les travers du système établi. Il met au jour de nombreux scandales en lien avec la grande bourgeoisie locale avant d'être éliminé lorsqu'il s'attaque au maire de la ville, qui entretient une liaison pédéraste avec un garçon de quatorze ans, le jeune fils d'un cheminot syndicaliste qui a été assassiné.

## Fiche technique
- Réalisation : Jean-Pierre Mocky
- Scénario : Jean-Pierre Mocky, Alain Moury, d'après le roman de Horace McCoy No Pockets in a Shroud
- Adaptation : Jean-Pierre Mocky, Alain Moury
- Dialogue : Alain Moury
- Assistants réalisateurs : Luc Andrieux, Éric Ferro
- Images : Marcel Weiss
- Opérateur : Paul Rodier, assisté de Christian Dupré
- Son : Séverin Frankiel, assisté de Bernard Le Du
- Musique : Paul de Senneville, Olivier Toussaint
- Orchestration : Hervé Roy
- Montage : Marie-Louise Barberot, assistée de Michel Saintourens
- Décors : René Loubet
- Costumes : Sylvie Jouffa, Claude Gilbert (pour les fourrures), Jocelyn (pour les chaussures)
- M. Mézières est habillée par Gudule et Dixieland Boutique, M. Mocky et S. Kristel sont habillées par Sarah Shelburne et Delya Boutique, M. Sarcey est habillée par Pierre Balmain
- Maquillage : Louis Dor
- Scènes de combats réglées par Claude Carliez
- Cascades : Michel Norman
- Script : Suzanne Ohanessian
- Régie générale : Catherine Lapoujade
- Photographie de plateau : Pierre Raffo
- Production : Balzac Films, S.N Prodis
- Directeur de production : Robert Paillardon
- Distribution : S.N Prodis
- Pellicule : 35 mm, couleur
- Durée : 125 minutes
- Genre : drame
- Date de sortie :
  - France : 11 octobre 1974
- Visa d'exploitation : 42606
- Affiche : René Ferracci (France)

## Distribution
- Jean-Pierre Mocky : Michel Dolannes
- Myriam Mézières : Mira Barnowski
- Jean-Pierre Marielle : Le docteur Carlille
- Jean Carmet : Le commissaire Bude
- Michel Constantin : Culli
- Michel Serrault : Justin Blesh
- Marisa Muxen/Mocky : Liliane Blesh
- Sylvia Kristel : Avril
- Paul Müller : Minecci
- Christian Duvaleix : Jo
- Michel Galabru : Thomas
- Daniel Gélin : M. Laurence
- Francis Blanche : Nathaël Grissom (décédé avant la post-synchronisation, il fut doublé par Roger Carel qui imita sa voix)
- Martine Sarcey : Mme Mardène
- Michael Lonsdale : Raymond
- Pierre Gualdi : Ferdinand Blesh
- Samson Fainsilber : Gonzague
- Robert Berri : Le militant communiste
- Jess Hahn : Walter
- Jacques Duby : Eckmann
- Alan Adair : David
- Guy Denancy : Bernard
- Carl Studer : Raff
- Katia Romanoff : L'infirmière
- Gérard Hoffmann : Un homme de main
- Dominique Zardi : Un homme de main
- Betty Beckers : Mme Carlille
- Liza Braconnier : Mme Culli
- Jean-Claude Rémoleux : Le metteur en scène
- Georges Lucas : L'acteur maquillé
- Rudy Lenoir : Un journaliste
- Agostino Vasco : Doudou
- Percival Russel : Un boxeur
- Jean Cherlian : Un gros bras
- Louis Albanèse : Un gros bras
- Jean Abeillé : L'employé aux tables d'écoutes / l'huissier Raymond
- Luc Andrieux : Le tueur à la mitraillette
- Georges Bouvier : Un typographe
- Pierre Raffo : Un inspecteur
- Jean-Claude Romer : Un lecteur du Cosmopolit
- Lisa Livane : Anne-Marie Minecci
- Jean-Claude Réminiac : Un journaliste
- Aline Alba
- Roxane de Montaignac
- Blanche Rayne
- Laurence Vincendon

## Genèse du film
Le scénario est écrit avec Alain Moury, à partir d'un roman d'Horace McCoy.
Le tournage a lieu à partir du 25 mars 1974, pour les extérieurs : à Paris, dans la région parisienne, et à Rouen.

## Accueil
Avec 250 000 entrées, le film ne remporte pas un grand succès,.

### Distinction
- Césars 1976 : nomination au César de la meilleure musique écrite pour un film pour Paul de Senneville et Olivier Toussaint

## Autour du film
Le thème musical principal, Dolannes mélodie, interprété à la trompette par Jean-Claude Borelly, fut un succès dans les hit-parades européens,.
C'est le dernier film auquel Francis Blanche participa : le comédien décéda en juillet 1974, quelques mois avant la sortie du film.
C'est le film le plus long de Mocky, le film durant 2h05, alors que généralement, un film de ce réalisateur a une durée de 1h30[réf. nécessaire].